# Kasimir-Kapelle (Vilnius)
Die Kasimir-Kapelle ist eine barocke Kapelle, die die Kathedrale St. Stanislaus umgibt.

## Geschichte
Die Kapelle wurde im frühbarocken Stil von Matteo Castelli erbaut und dem Heiligen Kasimir geweiht, dessen Reliquien sich in der Kapelle befinden. Vorbild war die ca. 100 Jahre ältere Sigismundkapelle am Wawel in Krakau.

## Krypta
In der Krypta unterhalb der Kapelle befinden sich heute die Sarkophage von
- Alexander I., König von Polen
- Elisabeth von Österreich, Königin von Polen
- Barbara Radziwiłł, Königin von Polen
- das Herz von Ladislaus IV. Vasa, König von Polen

## Quelle
- Edmund Małachowicz "Wilno. Dzieje, Architektura, Cmentarze", Wrocław 1996, S. 229